# Red Dragon
Red Dragon (El dragón rojo en España) es una película estadounidense dirigida por Brett Ratner, estrenada en 2002 y basada en el libro El dragón rojo de Thomas Harris. Es la segunda adaptación de la misma novela, tras Manhunter y la cuarta película rodada sobre el personaje de Hannibal Lecter (tras Manhunter, The Silence of the Lambs y Hannibal).

## Argumento
En 1980, el agente del FBI Will Graham (Edward Norton) visita al psiquiatra forense Hannibal Lecter (Anthony Hopkins) para discutir un caso. Graham ha estado trabajando con Lecter en un perfil psicológico de un asesino en serie que extrae partes comestibles del cuerpo de sus víctimas; Graham dice que se ha dado cuenta de que el asesino es un caníbal. Al darse cuenta de que Graham está cerca de descubrir que él es el asesino, Lecter lo apuñala, pero Graham se defiende, apuñalando y disparando a Lecter antes de que ambos caigan inconscientes. Lecter es encarcelado en una institución para criminales dementes, y Graham se retira a Florida con su familia.
En 1986, seis años más tarde, otro asesino en serie, apodado el Hada de los Dientes, mata a dos familias, los Jacobi y los Leeds, durante las lunas llenas. Con otra luna llena acercándose, el agente especial Jack Crawford (Harvey Keitel) convence a Graham para que ayude a desarrollar el perfil del asesino. Después de visitar las escenas del crimen en Atlanta, Georgia y Birmingham, Alabama, y hablar con Crawford, Graham concluye que debe consultar a Lecter. Lecter se burla de Graham, pero acepta ayudar.
El Hada de los Dientes es Francis Dolarhyde (Ralph Fiennes), quien mata según las indicaciones de su personalidad alternativa, a la que llama el "Gran Dragón Rojo", llamado así por la pintura de William Blake El Gran Dragón Rojo, que se ha tatuado en la espalda. Él cree que cada víctima lo acerca a convertirse en el Dragón, ya que su psicopatología se origina en el abuso que su abuela le hizo durante la infancia. 
Freddy Lounds (Philip Seymour Hoffman), un reportero sensacionalista del National Tattler que persiguió a Graham después de la captura de Lecter, persigue a Graham en busca de pistas sobre el Hada de los Dientes. Se descubre una carta del Hada de los Dientes escondida en la celda de Lecter, expresando admiración por Lecter e interés en Graham, y sugiriendo que Lecter responda a través de la sección de contactos personales del Tattler, lo que hace con la dirección de la casa de Graham, obligando a la esposa de Graham, Molly (Mary-Louise Parker), y a su hijo, Josh, a mudarse. Mientras se esconde, Graham le enseña a Molly cómo disparar correctamente un arma de fuego.
Con la esperanza de atraer al Hada de los Dientes, Graham le da una entrevista a Lounds, en la que Graham describe al asesino como un homosexual impotente. Un Dolarhyde enfurecido secuestra a Lounds, lo pega a una silla de ruedas antigua y se revela como el Dragón Rojo antes de mostrarle a Lounds fotografías en primera persona que ha tomado de sus víctimas antes y después de asesinarlas. Dolarhyde luego obliga a Lounds a retractarse de sus acusaciones en la cinta y luego le muerde los labios. Finalmente prende fuego a Lounds y lo envía rodando y chocando contra un letrero de la compañía afuera de las oficinas de Tattler.
En su trabajo en un laboratorio fotográfico de St. Louis, Dolarhyde lleva a Reba McClane (Emily Watson), una compañera de trabajo ciega, a su casa y comienzan una relación. Sin embargo, su personalidad alternativa exige que la mate. Desesperado por detener el control del Dragón sobre él, Dolarhyde va al Museo de Brooklyn, destroza la pintura de Blake y se la come.
Graham se da cuenta de que el Hada de los Dientes conocía el diseño de las casas de sus víctimas por los videos caseros, deduce que trabaja para la empresa que edita las películas caseras y las pasa a video. Visita la planta de procesamiento de la compañía para pedir información y Dolarhyde lo ve cuando regresa de Brooklyn.
Preso del pánico, Dolarhyde va a la casa de Reba. Ella ha pasado la noche con un compañero de trabajo, Ralph Mandy. Cuando Ralph se va, Dolarhyde lo mata, secuestra a Reba y se la lleva a su casa, la cual prende fuego. Incapaz de dispararle, Dolarhyde aparentemente se dispara a sí mismo. Reba escapa cuando llega la policía.
Después de que se realiza una autopsia en el cadáver, se revela que Dolarhyde usó el cuerpo de Ralph para representar su muerte. Dolarhyde luego se infiltra en la casa de Graham en Florida y toma a Josh como rehén, amenazando con matarlo. Para salvar a Josh, Graham lo insulta en voz alta, recordándole a Dolarhyde el abuso de su abuela hacia él y provocándolo a atacar furiosamente a Graham. Ambos resultan gravemente heridos en un tiroteo, que termina cuando Molly mata a Dolarhyde.
Graham sobrevive y recibe una carta de Lecter diciéndole que recuerde quien le dejó las mejores cicatrices. El carcelero de Lecter, el Dr. Frederick Chilton (Anthony Heald), le dice que tiene una visita, una joven del FBI y Lecter pregunta su nombre.

## Elenco y doblaje
| Actor                  | Personaje             | Doblaje latino   | Doblaje España       |
| ---------------------- | --------------------- | ---------------- | -------------------- |
| Anthony Hopkins        | Dr. Hannibal Lecter   | Jorge Lapuente   | Camilo García        |
| Edward Norton          | Will Graham           | Sergio Zaldívar  | Roger Pera           |
| Ralph Fiennes          | Francis Dolarhyde     | Salvador Delgado | Juan Antonio Bernal  |
| Harvey Keitel          | Jack Crawford         | Arturo Mercado   | Lluís Marco          |
| Emily Watson           | Reba McClane          | Pilar Escandón   | María Jesús Lleonart |
| Mary-Louise Parker     | Molly Graham          | Mónica Manjarrez | Alba Sola            |
| Philip Seymour Hoffman | Freddy Lounds         | Bardo Miranda    | Rafael Calvo         |
| Anthony Heald          | Dr. Frederick Chilton |                  | Ricky Coello         |
| Ken Leung              | Lloyd Bowman          | Carlos Becerril  | Jordi Pons           |

## Recepción
La película fue recibida con críticas generalmente positivas. En Rotten Tomatoes obtuvo un 68% de calificación. El consenso dice que la película está «hecha competentemente, pero que todo es demasiado familiar». En Metacritic obtuvo una puntuación de 60%. La mayoría de críticos exaltaron las interpretaciones de Edward Norton y de Ralph Fiennes además de la dirección de Rattner.

## Precuelas y secuela
- En 2001, fue estrenada la película Hannibal, protagonizada por Anthony Hopkins en el papel de Hannibal Lecter. Está basada en la novela del mismo título, que narra los hechos cuando Lecter reaparece en Italia diez años después de los sucesos de El silencio de los corderos.
- En 2002, fue estrenada la película Dragón rojo, protagonizada por Anthony Hopkins en el papel de Hannibal Lecter. Es una adaptación de la novela anterior sobre Lecter, El dragón rojo, que narra hechos anteriores a El silencio de los corderos. Dicha novela ya había sido llevada al cine en 1986 con el título de Manhunter, pero su productor (Dino de Laurentiis) no quedó satisfecho y decidió rodar otra adaptación.
- En 2007, fue estrenada la película Hannibal, el origen del mal, protagonizada por Gaspard Ulliel en el papel de Hannibal Lecter. Se trata de una precuela, ya que tanto el relato como el filme se remontan a los orígenes de Lecter, pero ambos se elaboraron después.

En qué orden ver las películas de Hannibal Lecter
Tanto es así, que la oscarizada película protagonizada por Anthony Hopkins y Jodie Foster no fue la primera adaptación de dicho universo, puesto que ya en 1986 se estrenaba Hunter (Manhunter) a cargo de Michael Mann, adaptación de los inicios de Hannibal Lecter en la que un policía persigue a un escurridizo asesino que ataca solo las noches de luna llena. Ya en 2002 se estrenaba El Dragón Rojo, precuela de la cinta de Hopkins, aunque un año antes llegaba a los cines Hannibal, secuela de la misma.
Además, en 2007 se estrenaba Hannibal: el origen del mal, precuela de todas las anteriores en la que se ahonda en la infancia de un joven Hannibal Lecter. Como vemos, son cinco películas que abarcan diferentes líneas temporales entremezcladas entre sí, con lo que se hace necesario ordenarlas cronológicamente para disfrutar de su historia sin perder el hilo. Tampoco queremos obviar la serie Hannibal de 2013 protagonizada por Mads Mikkelsen y en la que la policía recurre a la ayuda de Lecter para atrapar a otro asesino, aunque esta ya es otra historia.
- Orden cronológico de las películas de Hannibal Lecter
  - Hannibal (serie de televisión) (2013-2015)
  - Hannibal, el origen del mal (película) (2007)
  - El dragón rojo (2002) o Hunter (Manhunter) (1986)
  - El silencio de los corderos (1991)
  - Hannibal (2001)